# 2010年のデイトナ24時間レース
2010年のデイトナ24時間レース（スポンサー名 ロレックス24アット・デイトナ）は、2010年1月30日から1月31日にかけて、フロリダ州のデイトナ・インターナショナル・スピードウェイで行われた。

## 結果
- 1位 755周 アクション・エクスプレス・レーシング
- 2位 755周 チップ・ガナッシ・レーシング
- 3位 751周 レベル5モータースポーツ
- 4位 735周 クローン・レーシング
- 5位 726周 マイケル・シャンク・レーシング
- 6位 711周 サントラスト・レーシング
- 7位 707周 マイケル・シャンク・レーシング
- 8位 707周 スピードソース
- 9位 703周 TRG
- 10位 691周 TRG